# Historia de Maldivas
Este artículo trata sobre la historia de Maldivas. Las investigaciones de Thor Heyerdahl han establecido que tan temprano como en el año 2000 a. C. las Maldivas ya formaban parte de las rutas comerciales marítimas entre Egipto, Mesopotamia, China y las civilizaciones del Valle del Indo. La evidencia de este movimiento hace unos 4.000 años se encuentra en lugares diferentes y demuestra que había habitantes que poseían una cierta organización tribal.

## Período Redin
Heyerdahl considera válida la creencia local según la cual los primeros habitantes estables de las Maldivas fueron los Redin, marineros adoradores del sol y temerosos por la existencia de malos espíritus, o jinnis. Una evidencia del pasado religioso solar es el hecho de que las mezquitas Maldivas están orientadas hacia el sol y no hacia La Meca como las demás. Debido a que el material de construcción era limitado, cada grupo posterior erigió sus templos encima de los restos de las construcciones de los habitantes anteriores. Los Redin o abandonaron el archipiélago en el siglo V a. C., o fueron absorbidos por la población budista que arribó por entonces desde la India.

## Budismo
El primer gran poblado en las Maldivas se sitúa alrededor del siglo V a. C., fundado por marineros y guerreros procedentes de los valles del noreste de la India. Estos arios introdujeron su idioma, el ellu, de cual se derivan tanto el idioma dhivehi, actual lengua de las Maldivas, como el idioma cingalés. Se cree que el nombre 656 157 85 88 de las Maldivas deriva del sánscrito malhodeep, que significa guirnalda.El budismo Teravada de Ceilán, se convirtió en la religión de los habitantes de Maldivas, por 17 siglos. Los habitantes eran expertos en la talla de esculturas sobre piedras. Esculpieron leones y toros y utilizaron la esvástica y el loto como decoración.
Las Maldivas, al estar situadas en la encrucijada de las grandes rutas comerciales Este-Oeste, enlazaba la Europa y las civilizaciones del próximo Oriente con la India y la China. En el siglo I se recoge como los egipcios hacían sus viajes a la India para comerciar y utilizaban los vientos del monzón para volver en menos de un año. El viejo sistema de contar se basaba en el 12, y no, en el 10. Este sistema debió tomarse de Mesopotamia, la antigua civilización de Sumeria y Babilonia. Algunos fragmentos de alfarería china han sido encontrados en las islas del sur de las Maldivas y datan de las dinastías Sung y Ming.
Los primeros pobladores de las islas eran de lenguas dravídicas. Pappos (Pappus) de Alejandría habla de las islas al final del siglo IV y dice que eran 1370 y dependían de Ceilán. Fa Hian en el siglo V habla de un centenar de islas dependientes de Ceilán. Cosmes Indicopleustes habla de ellas en el siglo VI y dice que estaban habitadas. Sulayman escribía en el siglo IX y las llamaba Dybadjat y añade que tenían una reina; el siglo XI al-Biruni llama a los habitantes Dyvah. A partir del siglo III llegó el budismo en el país, con un rey mítico llamado Koimala, sustituyendo al hinduismo vigente hasta entonces. El budismo habría sido predominante hasta el siglo XII pero no hay que dudar que desde el siglo VII comerciantes árabes y persas estuvieron en las islas. En los siglos X y XI algunos de los atolones del norte habrían caído bajo influencia política y cultural de los soberanos coles Rajaraja I y Rajendra I, que eran hinduistas. En este tiempo una comunidad mezcla de árabes y maldivos, probablemente pequeña, se desarrolló en Malé paralela a moppiles del Malabar y otros lugares del litoral del océano Índico. Esta comunidad ejerció una influencia económica, política y cultural desproporcionada por su número.

## Islam
Las Maldivas se convirtieron al islam durante el siglo XII, desplazando al budismo. El rey comenzó a denominarse Sultán y adoptó el nombre de Muhammad al Adil, La conversión de este rey en 1153 se atribuye al piadoso musulmán Abu al Barakat. Coincidió con el incremento de la importancia de los comerciantes árabes, uno de los cuales, Ibn Battuta, procedente del norte de África, se estableció en Maldivas en 1343. Según el Tarikh Maldivas, una crónica que data del inicio del siglo XVIII, el último rey budista de Maldivas que llevaba el biruda (calificativo) cingalés de Siri Bavanaditta, fue convertido al islam por un musulmán que visitaba las islas el día 7 de julio de 1153, tras el cual adoptó nombre y título musulmán: Sultan Muhammad al-Adil. Sin embargo, estos hechos son inciertos. Ibn Battuta estuvo en las islas en 1343, 1344, y  en 1346, y se casó con una de las hijas de uno de los Wazir locales y según Ibn Battuta la conversión al islam se habría hecho hacia el 1200 y su autor habría sido un jeque magrebí de nombre Abu al-Barakat al-Barbari miembro del madhhab malikí. Según el Tarikh el visitante persa autor de la conversión fue el jeque Yusuf Shams al-Din Tabrizi (por su nisba era seguramente persa o turco). Hoy día se ha reconocido oficialmente a Abu al-Barakat como el autor de la conversión y su tumba, en el barrio de Henveru en Malé, es la más venerada del país. Sin embargo, algunos datos epigráficos determinarían que el verdadero autor de la conversión fue Shams al-Din. Tanto el Tarikh como la Rihla de Ibn Battuta, dicen que la población aceptó rápidamente la nueva religión, pero algunas traducciones recientes muestran que esto no fue así plenamente. Un siglo y medio después de la supuesta conversión el sultán tuvo que enviar una expedición para allanar a un "rey infiel" (pues seguramente budista) al sur del archipiélago, según se dice en una loma Fanu (dedicatoria en placa de bronce) en la mezquita Bodugalu de Malé. En todo caso al final del siglo XIII la conversión se puede dar por hecho.

## Edad Moderna
Los portugueses llegaron a las islas en 1506 y ejercieron una especie de soberanía. Intereses comerciales los llevaron a una ocupación efectiva breve pero destructiva de 1558 al 1573. Según las inscripciones Malé pasó bajo dominación de los odiados "Adiri Adiri" y el mar se convirtió roja de la sangre musulmana. Los maldivos se organizaron en guerrillas dirigidas por Muhammad Bodu Takurufanu, hijo del Khatib de Utim, al norte de las islas. En 1573 los portugueses se vieron forzados a retirarse y Takurufanu se convirtió en sultán. Después de la salida portuguesa se descubrió que todos los ulemas del país habían muerto y no quedaba ningún jeque maliquita en vida. En aquellos años el alim Maldivas Muhammad Djamal al-Din Huvadu, nativo del atolón de Huvadu (Suvadiva) en el sur, que había estudiado muchos años en los centros Shafi'i de Hadramaut y Zabid (Yemen), retornó casualmente en las islas y desembarcó en Malé siendo inmediatamente nombrado cadi por Takurufanu y en adelante el madhhab Shafi'i sustituyó al malikí como rito oficial.
En 1602 el francés Pyrard naufragó en el atolón de Malosmadu y se quedó prisionero por cinco años. Cuando los holandeses dominaron Ceilán el sultanato quedó bajo influencia holandesa que nunca se hizo efectiva más que en el comercio. En 1796 los británicos ocuparon Ceilán y nominalmente alcanzaron el protectorado de las islas que no se hizo efectivo. El británico teniente Christopher, en servicio oficial de inspección, desembarcó en las islas en junio de 1834 y se quedó hasta septiembre de 1835 publicando sus observaciones en el Journal of the Royal Asiatic Society, que fueron la base para el conocimiento de las islas durante bastante tiempo. En 1887 el protectorado fue reconocido por un acuerdo con el sultán Ibrahim Nur al-Din.

## Dominación británica
En 1889, el sultán Muhammad Muenuddin firmó un acuerdo con el gobernador británico de Ceilán, convirtiéndose las Maldivas en un protectorado británico con el pago de un tributo anual. Este convenio dejó a los sultanes como gobernadores autócratas hasta 1932, cuando se adoptó una nueva constitución y se declaró una breve república y, finalmente fue declarada república en 1953.
La primera constitución fue adoptada en 1932. El 21 de febrero de 1952 murió el sultán Abdul Majid Didi que no había querido tomar posesión y vivía en Egipto. El gobierno estaba dirigido por su hijo Farid Didi al frente de un consejo ejecutivo, pero este murió poco después y el parlamento designó a Muhammad Amin Didi como soberano. Amin Didi, un progresista que dirigía el único partido de las islas, el Partido Popular Progresista, rechazó el trono y organizó un referéndum que proclamó la república. Mientras estaba ausente en Ceilán su vicepresidente Ibrahim Hilmi Didi dio un golpe de Estado y organizó un gobierno revolucionario, cuando Amin volvió sin saber nada, fue arrestado; al cabo de 4 meses Ibrahim propuso a Amin repartir el poder: Ibrahim sería presidente y Amin primer ministro pero cuando se presentaron en Malé estalló una revuelta popular instigada por elementos clericales y conservadores y fueron hechos prisioneros y enviados al destierro a otras islas; Amin murió poco después el 19 de enero de 1954 y los proyectos reformistas se acabaron. Nominalmente Ibrahim Didi permanecía presidente interino pero un consejo dirigido por los conservadores tenía el poder y organizó un referéndum que el 7 de marzo de 1954 restableció la monarquía. Ibrahim Nasir subió al cargo de primer ministro en 1957.
El primer presidente fue Amin Didi. Fue derrocado y las Maldivas se convirtieron en un sultanato. Los británicos estaban interesados en establecer una base aérea en Gan (1957), fue una decisión impopular en Male, que provocó la dimisión del primer ministro probritánico, Ibrahim Alí Didi. Todo esto coincidió con una revuelta en los tres atolones situados más al sur. Un gobierno situado en el sur se declaró independiente, llamándose República de Suvadiva, bajo las órdenes de Abdulla Afeet, quien se las arregló para resistir sin armas durante 4 años, pero al final fue enviado al exilio en las Seychelles. Los británicos continuaron alquilando el campo de aviación de Gan hasta 1976. Fueron entonces los rusos quienes querían utilizar Gan, situado a 450 millas de la base naval y aérea estadounidense en Diego García.
Las islas constituían un sultanato con título y rango hereditarios. Del sultán dependían seis Wazir o ministros de estado de los que el primero era llamado durimind, equivalente a general del ejército, pero por encima tenía el fandiari, gran sacerdote y juez, segundo personaje del sultanato después del mismo sultán. También personajes destacados eran el hindigeri o maestro de aduanas y tesorero, y el amir al-Bahr, o maestro del puerto. Todos residían en Malé. Cada atolón pagaba un impuesto fijado en proporción a su producto, el comercio con extranjeros se debía hacer desde la capital. La rupia india se introdujo en las islas en la segunda mitad del siglo XIX.
El sultanato dependía políticamente del gobierno de Ceilán. El sultán enviaba cada año una embajada al gobernador reclamando su protección y presentaba su tributo, popularmente se habla de 12 000 islas (equivalente local de 10 000), pero políticamente los atolones considerados eran 13 y el sultán llevaba el título de "dolo Assa Ral Tera Atholon" o rey de las 13 provincias y 12 000 islas.

## Independencia
El 26 de julio de 1965 las Maldivas obtuvieron la independencia, el Reino Unido conservó las bases de Gan y Hitaddu. En marzo de 1968 un referéndum popular proclamó la abolición del sultanato y la proclamación de la república del 11 de noviembre de 1968. El poder creciente de Nasir fue en adelante el dominante teniendo que hacer frente a varios golpes de estado, en 1978 en las elecciones fue elegido Maumoon Abdul Gayoom, que si bien al principio era popular comenzó a encontrar oposición primero de los islamistas y, influenciada la población por los visitantes extranjeros con el aumento del turismo, los liberales. Finalmente en 2008, y contra todo pronóstico, el jefe de la oposición (Partido Democrático de Maldivas fundado en 2005) Mohamed Nasheed, ganó las elecciones y fue proclamado presidente el 11 de noviembre de 2008. En octubre de 2009 celebró un consejo de ministros bajo el mar para alertar de que el crecimiento de las aguas amenaza sumergir las islas Maldivas, que tienen alturas de entre 3 y 20 metros.